# أبناء الله

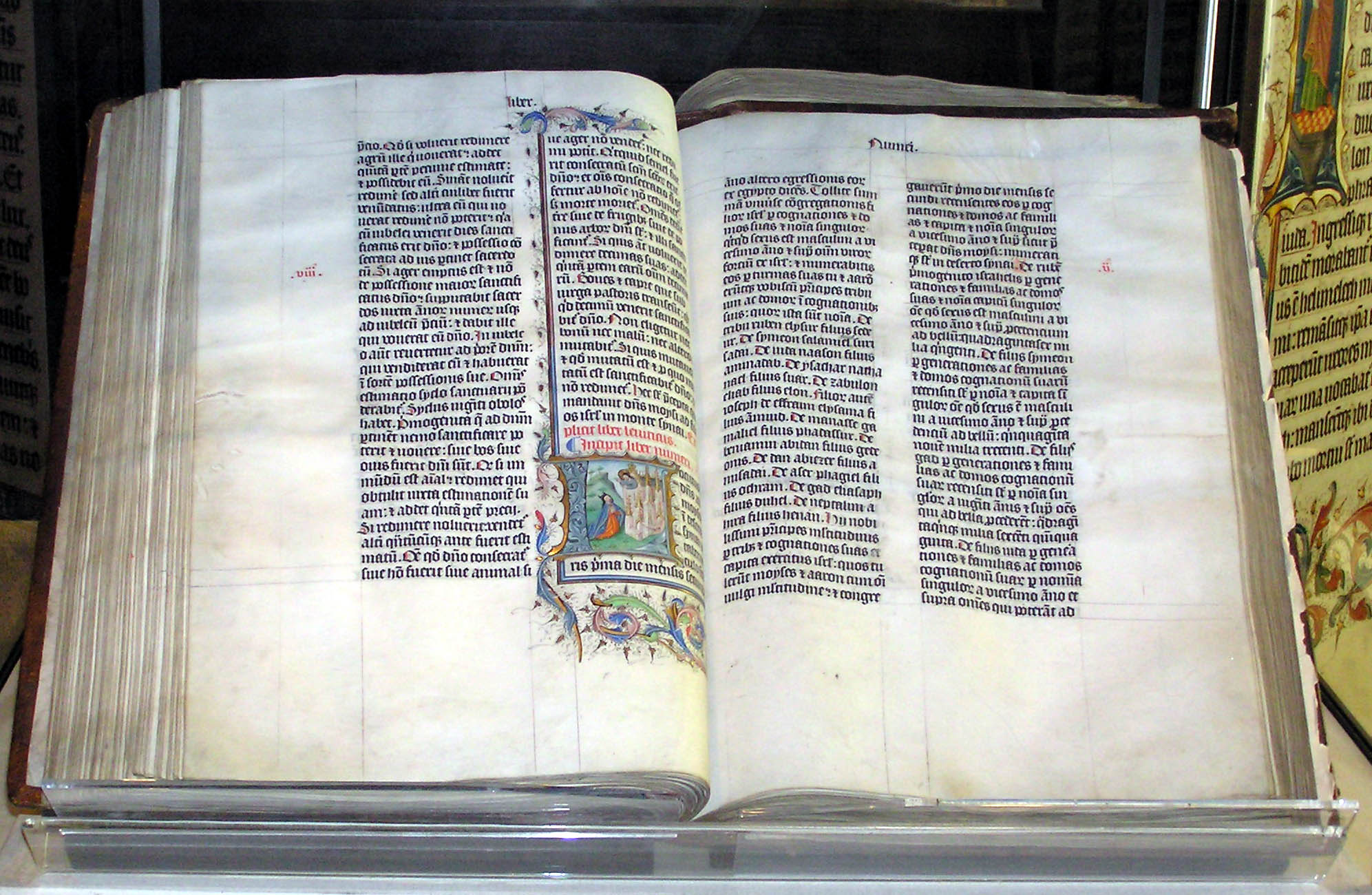

هناك عدة نظريات عن هوية أبناء الله (بني إلوهيم בני האלהים) المذكورين في سفر التكوين 6: 1-4 مع بنات الناس.

6: 1 وَحَدَثَ لَمَّا ابْتَدَا النَّاسُ يَكْثُرُونَ عَلَى الارْضِ وَوُلِدَ لَهُمْ بَنَاتٌ

6: 2 انَّ ابْنَاءَ اللهِ رَاوا بَنَاتِ النَّاسِ انَّهُنَّ حَسَنَاتٌ. فَاتَّخَذُوا لانْفُسِهِمْ نِسَاءً مِنْ كُلِّ مَا اخْتَارُوا.

6: 3 فَقَالَ الرَّبُّ: «لا يَدِينُ رُوحِي فِي الانْسَانِ الَى الابَدِ. لِزَيَغَانِهِ هُوَ بَشَرٌ وَتَكُونُ ايَّامُهُ مِئَةً وَعِشْرِينَ سَنَةً».

6: 4 كَانَ فِي الارْضِ طُغَاةٌ فِي تِلْكَ الايَّامِ. وَبَعْدَ ذَلِكَ ايْضا اذْ دَخَلَ بَنُو اللهِ عَلَى بَنَاتِ النَّاسِ وَوَلَدْنَ لَهُمْ اوْلادا - هَؤُلاءِ هُمُ الْجَبَابِرَةُ الَّذِينَ مُنْذُ الدَّهْرِ ذَوُو اسْمٍ.

حسب إحدى النظريات فإن بني إلوهيم ملائكة نزلوا للأرض وأصبح لهم أولاد بدخولهم في بنات الناس.
هذه النظرية لربما مدعومة في رسالة يهوذا 1: 6 في العهد الجديد:
6  وَالْمَلاَئِكَةُ الَّذِينَ لَمْ يَحْفَظُوا رِيَاسَتَهُمْ، بَلْ تَرَكُوا مَسْكَنَهُمْ حَفِظَهُمْ إِلَى دَيْنُونَةِ الْيَوْمِ الْعَظِيمِ بِقُيُودٍ أَبَدِيَّةٍ تَحْتَ الظَّلاَمِ.
والنظرية هذه كذلك هي أساس لعدة قصص في كتاب إنوخ.
حسب نظرية أُخرى، هم أحفاد شيث النسل النقي لآدم بينما بنات الناس أحفاد قابيل، وهذه النظرية في كتاب منتحل (صراع آدم وحواء مع الشيطان).

## أبناء الله في اليهودية
في الكتاب المقدس العبري (العهد القديم)، يُشار إلى الملائكة، الذين يشتركون في طبيعة الله السماوية والروحية على أنهم "أبناء الله" وكذلك يطلقه اليهود على أي شخص تقيّ كما هو واضح بحسب الموسوعة اليهودية التي تنص على أن لقب ابن الله يطلقه اليهود "على كل من وضعت تقواه عليه" له في علاقة بنوية مع الله، وأيضا يصف بنو إسرائيل أنفسهم بأنهم "أبناء الرب".